# Manfred Scheuer
 (mai 2018).

Les armoiries de Manfred Scheuer, évêque du Diocèse d'Innsbruck de 2003 à 2015

Manfred Scheuer, né le 10 août 1955 à Haibach ob der Donau en Haute-Autriche, est un théologien catholique, évêque du diocèse de Linz depuis novembre 2015, après avoir été évêque du diocèse d'Innsbruck. Il est également vice-président de la conférence épiscopale autrichienne.

## Biographie
Après avoir obtenu sa maturité en 1974 au lycée épiscopal Petrinum de Linz, il étudie la théologie catholique dans cette même ville et entre au séminaire. Il poursuit ses études de 1976 à 1981 à l'Université pontificale grégorienne à Rome, où il est ordonné prêtre le 10 octobre 1980, puis il est aumônier dans le diocèse de Linz jusqu'en 1985. De 1985 à 1988, il est assistant à l'Institut de théologie dogmatique et d'œcuménisme à la Faculté de Théologie de l'Université de Fribourg-en-Brisgau, où il soutient sa thèse de doctorat en 1989.
Après différentes activités d'enseignement à Linz, Fribourg en Brisgau, Salzbourg et Saint-Pölten, il est professeur de dogmatique et d'histoire des dogmes à la Faculté de Théologie de Trèves depuis le semestre d'hiver 2000-2001. 
Le 21 octobre 2003, Manfred Scheuer est nommé par le pape Jean-Paul II évêque du diocèse d'Innsbruck et succède ainsi à Alois Kothgasser, lui-même nommé archevêque de Salzbourg et qui lui conférera l'ordination épiscopale le 14 décembre 2003.  Les autres évêques consécrateurs sont l'évêque de Linz, Maximilien Aichern OSB et l'évêque émérite d'Innsbruck Reinhold Stecher.
Sa devise, Spiritus vivificat (« L'Esprit vivifie »)  provient de l'évangile de Jean (Jn. 6,63) et de la deuxième lettre aux Corinthiens (2 Cor. 3,6).
Dans le cadre de la conférence épiscopale autrichienne, il est responsable des domaines des œuvres de charité, de la formation des adultes et de l’œcuménisme et siège dans sa commission pour la foi. 
Il est favorable à un assouplissement concernant l'accès des divorcés remariés au sacrement de la communion. En 2011, il met en évidence le fait que des laïcs pouvant prêcher même au cours de l'Eucharistie.
En tant que représentant de la conférences des évêques autrichiens pour les œuvres de charité, il accorde une attention toute particulière aux personnes en marge de la société. Il suscite des discussions avec les responsables politiques et économiques, ainsi qu'avec les médias et les scientifiques. Des thèmes tels que la protection de la vie, le chômage des jeunes, le dimanche chômé et les logements sociaux lui tiennent spécialement à cœur. Il défend tout particulièrement la liberté de religion, tout en appelant les chrétiens à renforcer leur identité.
Manfred Scheuer est également postulateur du diocèse de Linz pour la béatification de Franz Jägerstätter. La confrontation avec la période nazie, ses meurtres de personnes handicapées, sa Shoah, ses persécutions, également de membres de l'Église catholique, est l'un de ses centres d'intérêt. C'est durant son activité d'évêque diocésain d'Innsbruck qu'ont lieu les béatifications de deux personnes exécutées par les nazis: le provicaire d'Innsbruck Carl Lampert (1894-1944) et le capucin Thomas d'Olera (1563-1631).
En 2014, il signifie à Martha Heizer et à son mari, fondateurs du mouvement Wir sind Kirche, leur excommunication en raison de la tenue d'eucharisties privées célébrées sans prêtre, ce qui est un motif d'excommunication automatique.
À la mi-2015, il renouvelle l'interdiction, déjà prononcée par l'évêque Reinhold Stecher, des fêtes anti-juives célébrées dans l'esprit d'Anderl von Rinn.
Le 18 novembre 2015, il est nommé évêque de Linz par le pape François et succède ainsi à Ludwig Schwarz. 
En juin 2017, il démissionne en tant que président de Pax Christi Autriche en raison d'un incident antisémite qui a eu lieu en mai 2017. Lors d'un discours de l'ambassadeur de Palestine Salah Abdel-Shafi à Linz, l'écrivaine Anna Mitgutsch, représentante locale de la communauté juive ainsi que deux autres personnes sont insultées. Pax Christi prend alors une position très critique vis-à-vis des juifs, tout en se défendant d'un quelconque antisémitisme, sa critique de la politique d'Israël vis-à-vis des palestiniens se réclamant de la défense des Droits de l'homme.

## Ouvrages
- Und eine Spur von Ewigkeit. Ein geistlicher Begleiter durch das Jahr, nouvelle édition, Herder Verlag, Fribourg-en-Brisgau 2013.
- Selig die keine Gewalt anwenden. Das Zeugnis des Franz Jägerstätter, Tyrolia-Verlag, Innsbruck et Vienne, 2007.
- Christlicher Lebensstil heute, Tyrolia-Verlag, Innsbruck, Vienne, 2004.
- Weiter-Gabe. Heilsvermittlung durch Gnadengaben in den Schriftkommentaren des Thomas von Aquin, Echter Verlag, Würzburg, 2001.